# 西澤順一
西澤 順一（にしざわ じゅんいち、1956年6月12日 - ）は、日本の実業家。常磐興産代表取締役社長。みずほフィナンシャルグループ取締役副社長人事グループ長、みずほ情報総研代表取締役社長を務めた。

## 人物・経歴
東京都出身。1980年に東京大学法学部を卒業し、富士銀行に入行。2006年、みずほ銀行人事部長。2008年、みずほ銀行執行役員名古屋中央支店名古屋中央法人部長。2010年、みずほコーポレート銀行常務執行役員リスク管理グループ統括役員兼人事グループ統括役員。
2011年、みずほフィナンシャルグループ取締役副社長人事グループ長。
2013年からみずほ情報総研（現：みずほリサーチ&テクノロジーズ）代表取締役社長を務め、「One MIZUHO」の理念の下、グループ横断的な事業展開を進めた。
2019年に常磐興産取締役副社長に転じ、2020年から常磐興産代表取締役社長を務める。